# ニコーラ・オルシーニ
ニコーラ・オルシーニ（Nicola Orsini, ？ - 1323年）は、イタリア人イピロス専制公国君主（在位：1318年 - 1323年）、ケファロニア宮廷伯（在位：1317年 - 1323年）。ニコロ・オルシーニ（Nicolò Orsini）とも。ギリシア名はニコラオス（Νικόλαος）。

## ケファロニア宮廷伯オルシーニ家
オルシーニ家は元々イタリアの名門貴族で、中世ローマの政界を主導した家門の一つである。彼らが中世ギリシア・東ローマ帝国世界と関わりを持つようになったのは、第4回十字軍の直前の事である。一族のマイオ・オルシーニ（Maio Orsini）は自ら冒険者的な一団を率いてアドリア海に出航し、当時東ローマ帝国領であったケファロニア島、イタカ島、ザキンソス島などを占拠して自らの領土とした。彼は間もなく、第4回十字軍を主導したヴェネツィア共和国の臣下として、ケファロニア宮廷伯領と呼ばれる事になるその占領地の保有を認められている（1208年）。マイオは支配者の称号として宮廷伯（comes Palatinus）の称号を採用したが、いつ、どのような形でそれを保有するに至ったのかは明確ではない。
マイオ・オルシーニはギリシア地域への定着を果たすと同時にイピロス専制公国との繋がりも得る事となった。彼はその地で専制公セオドロス・ドゥカス・コムニノス・アンゲロスの姉アンナを妻に迎えた。したがって、この時点で、オルシーニ一族は潜在的なイピロス専制公国の相続人となったのである。その絆はマイオの孫ジョヴァンニ1世（1317年没）の時に更に強められた。ジョヴァンニは専制公ニキフォロス1世ドゥカスの娘マリアと結婚し、息子ニコーラ（ニコロ）、ジョヴァンニ2世、グィード、娘マルゲリータをもうけた。マルゲリータは当時ヴェネツィア領コルフ島の行政官であったグリエルモ・トッコと結婚し、のちにトッコ家がケファロニア宮廷伯領とイピロス専制公国を相続する下地を作った。

## ニコーラの生涯と活動
ニコーラは1317年、父ジョヴァンニの死去に伴いケファロニア宮廷伯領を相続した。翌1318年、ニコーラは一族がそれまで潜在的に有していたイピロスへの要求を大胆な形で実現させる。彼は当時の専制公、ソマス・ドゥカスをヨアニナで暗殺してしまう。ニコーラは自らの血縁（彼の母マリアはニキフォロス1世の娘であり、すなわちソマスの姉妹であった）に加え、ソマスの未亡人アンナ・パレオロギナ（東ローマ皇帝ミハイル9世パレオロゴスの娘）を妻に迎えたことを根拠として専制公に就任する（正式な就任は1319年頃）。ニコーラのソマス暗殺が成功した背景の一つとして、アンナが、若年の上に強力なリーダーシップを発揮し得なかった夫ソマスに飽き足らなくなっており、ニコーラの暗殺を手引きしたという説がある。
しかし、叔父の殺害と権力奪取から5年後の1323年、ニコーラは弟ジョヴァンニによって暗殺された。
（本項目の表記は中世ギリシア語の発音に依拠した。古典式慣例表記については各リンク先の項目を参照。また国号については「専制公国」とした）